# فرودگاه آراکسوس
فرودگاه آراکسوس (به انگلیسی: Araxos Airport) (به زبان بومی: Αεροδρόμιο Αράξου) یک فرودگاه نظامی و همگانی با کد یاتا GPA است . این فرودگاه در شهر پاتراس کشور یونان قرار دارد و در ارتفاع ۱۴ متری از سطح دریا واقع شده‌است.

## شرکت‌های هواپیمایی و مقصدهای پروازی
| شرکت‌های هواپیمایی     | مقصدهای پروازی                                                       |
| --------------------- | -------------------------------------------------------------------- |
| آسترین ایرلاینز       | فصلی: وین                                                            |
| بلاویا                | چارتر فصلی: مینسک                                                    |
| براوو ایرویز          | چارتر فصلی: کیف ژولیانی (آغاز از ۱۵ ژوئن ۲۰۱۷, ends ۱۷ سپتامبر ۲۰۱۷) |
| ال عال                | چارتر فصلی: بن گوریون                                                |
| شرکت هواپیمایی اسرایر | چارتر فصلی: بن گوریون                                                |
| مریدیانا              | فصلی: لینیت                                                          |
| نیکی لوفت‌فارت         | فصلی: زوریخ                                                          |
| Nordavia              | چارتر فصلی: شرمتیوو                                                  |
| نورداستار             | چارتر فصلی: دوموده‌دوو                                                |
| تراول سرویس           | چارتر فصلی: ام. آر. استفانیک، سیلاچ                                  |
| تی‌یوآی‌فلای            | فصلی: دوسلدورف، فرانکفورت، هانوفر، مونیخ، اشتوتگارت                  |
| TUIfly Belgium        | فصلی: بروکسل                                                         |
| VIM Airlines          | چارتر فصلی: دوموده‌دوو                                                |